# Шотландский клёст
Шотландский клёст (лат. Loxia scotica) — один из видов клестов.
Ареал вида — Каледонские леса, более нигде в диком виде шотландский клёст не обитает. Вид считается единственным эндемиком Великобритании среди птиц. Территория обитания пересекается с ареалом клестов-сосновиков. Количество особей оценивается менее, чем в 2000 птиц.
Шотландский клёст представляет собой некрупную птицу с длиной тела 15—17 см и массой около 50 г. Как и у остальных видов клестов, надклювье и подклювье скрещиваются между собой. Основа питания — семена сосны. Гнездится в основном на сосне обыкновенной (Pinus sylvestris), но может строить гнездо и на несвойственных Шотландии на хвойных деревьях. Самка откладывает 2—5 яиц.
Три вида клестов (Loxia curvirostra, Loxia pytyopsittacus и Loxia scotica), обитающих в Шотландии, были обследованы с использованием молекулярно-генетических маркеров — микросателлитов и секвенированных участков митохондриальной ДНК, однако генетической дифференциации между ними не было выявлено. В то же время установлены чёткие межвидовые различия на уровне морфологии (размер клюва, обладающий высокой наследуемостью, и размер тела), издаваемых звуков и ассортативного скрещивания.